# 高積雲

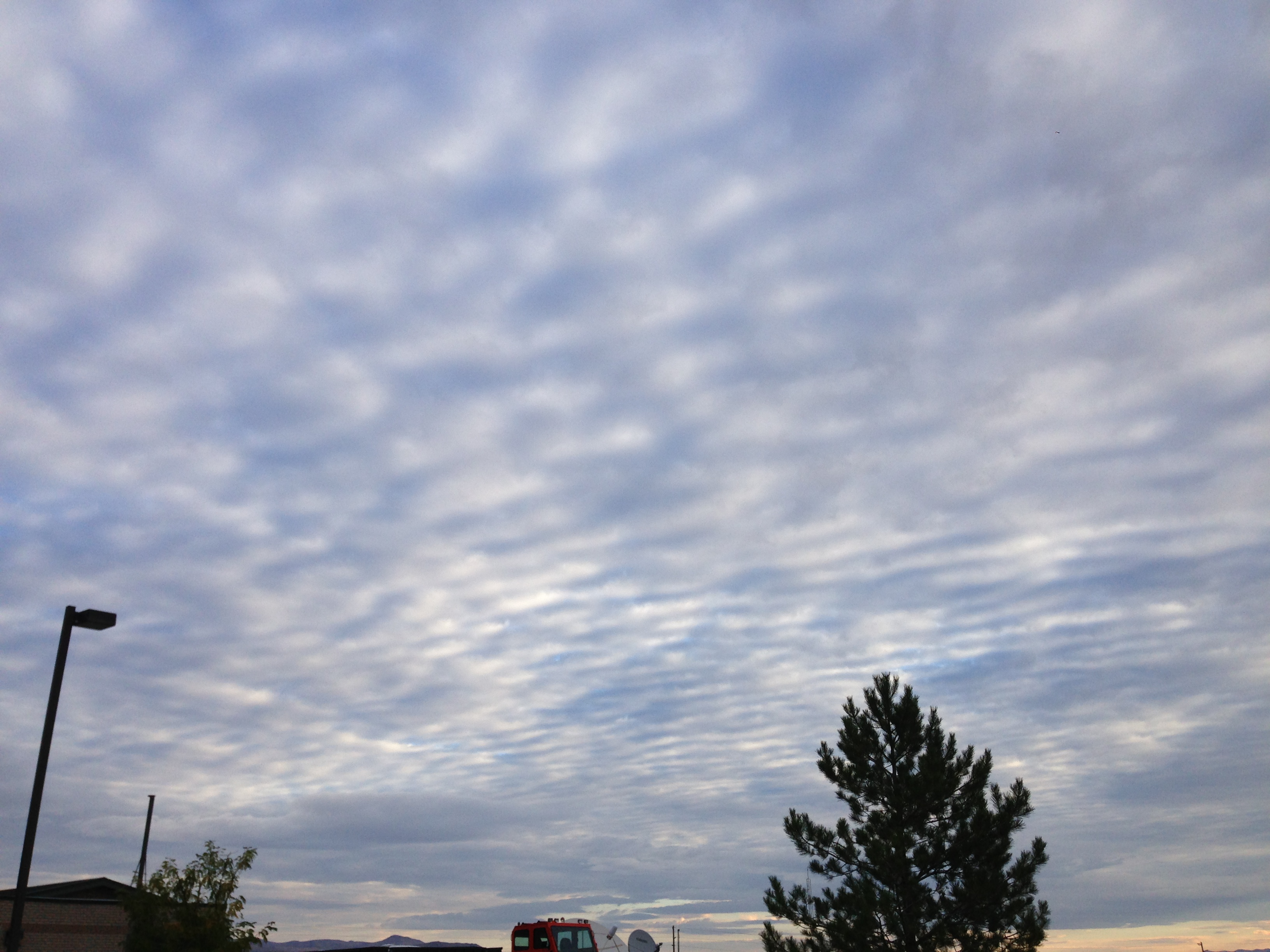
全天を覆った層状高積雲

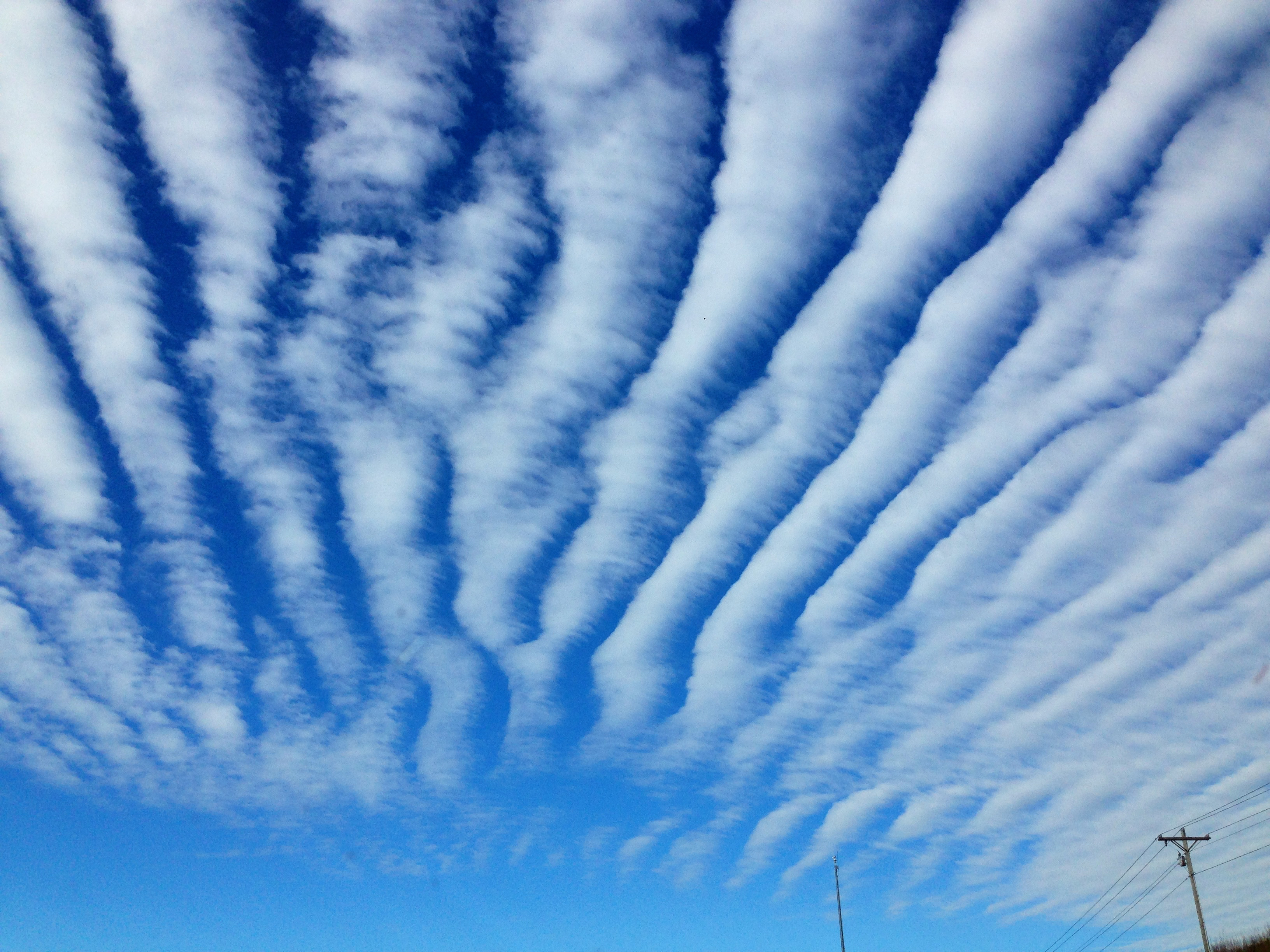
ロールのような形の放射状波状高積雲

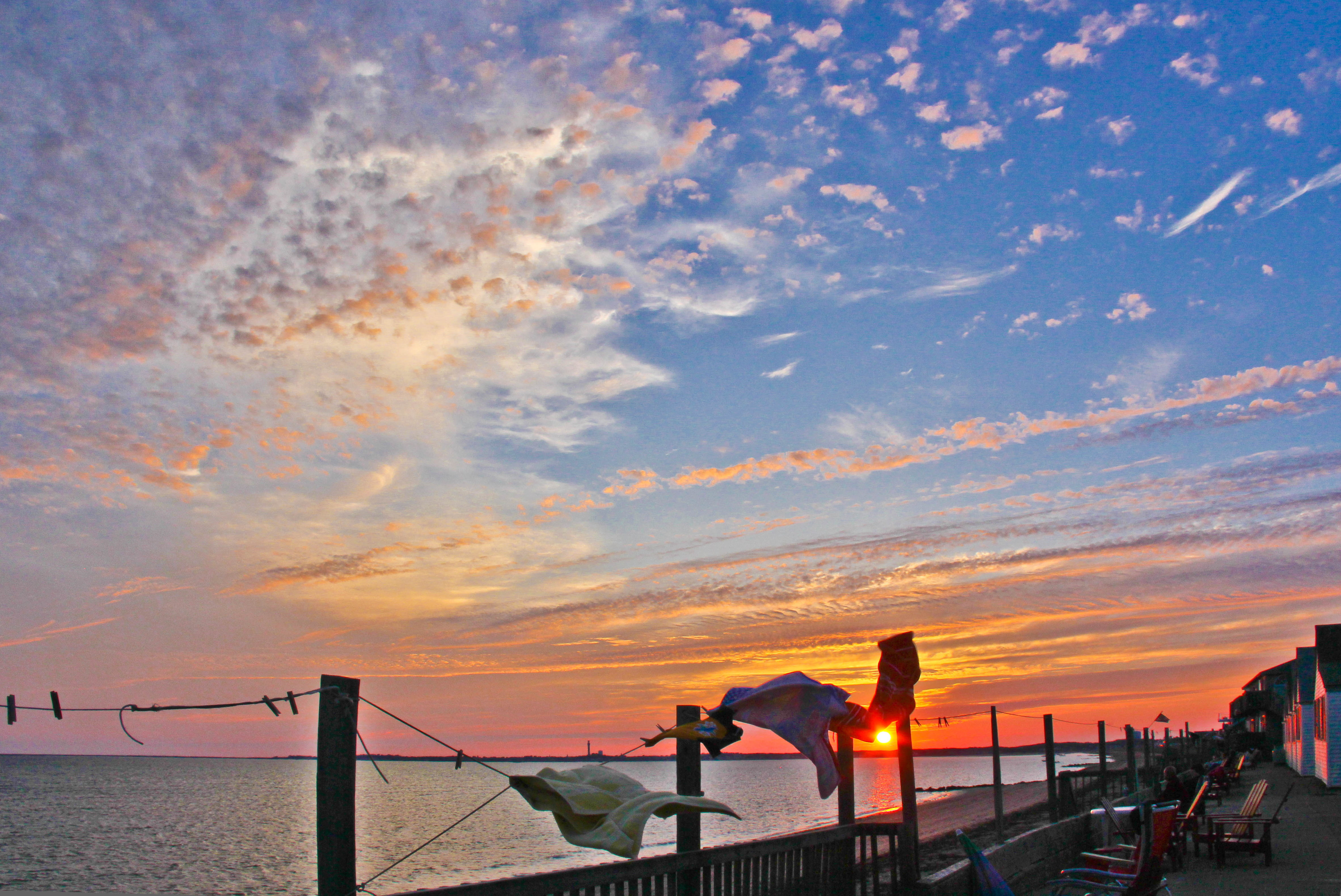
夕焼けに染まった高積雲とまだ染まっていない青空の巻雲・巻層雲

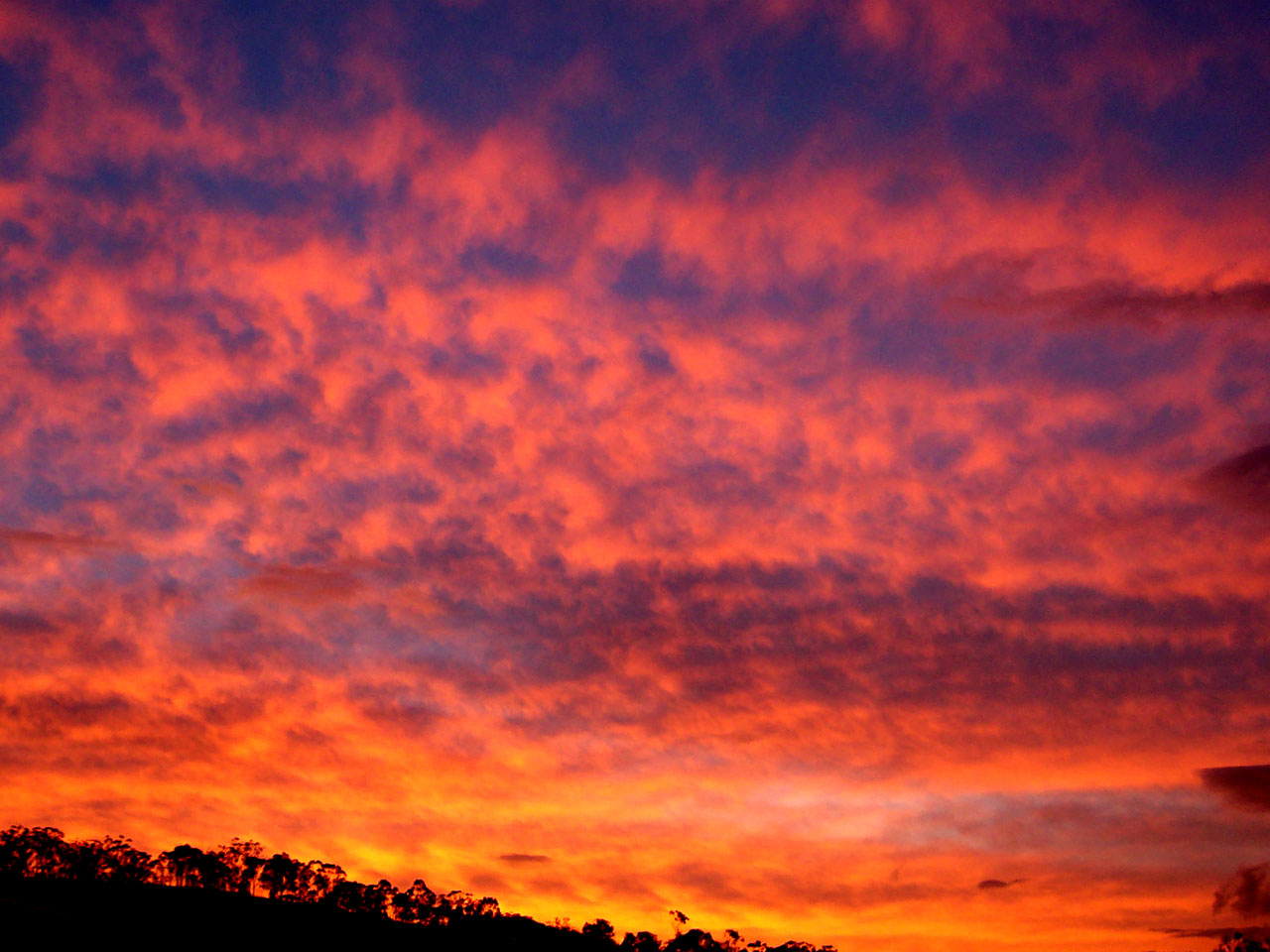
夕方の蜂の巣状高積雲

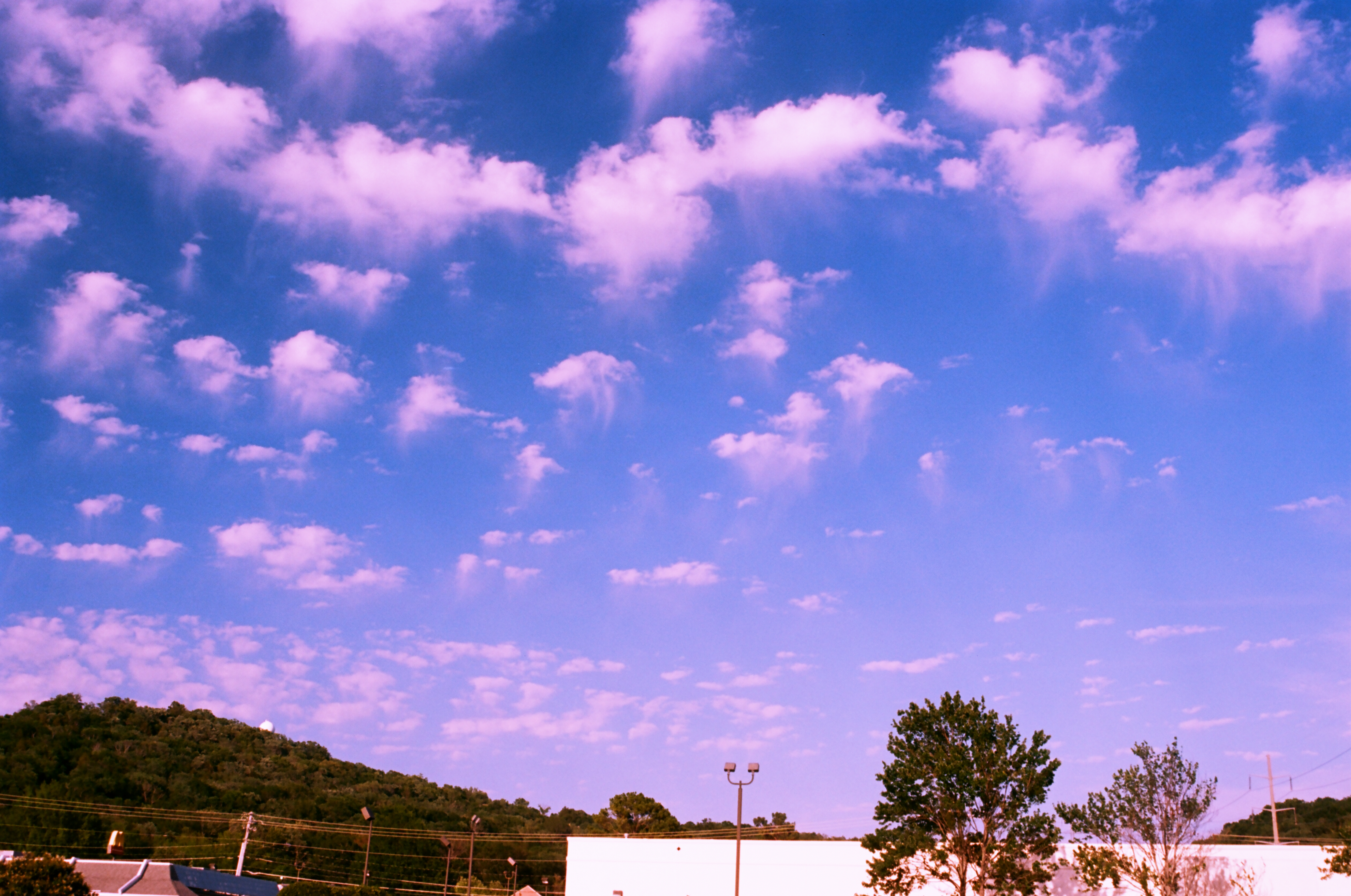
高積雲の尾流雲

高積雲（こうせきうん）は雲の一種。小さな塊状の雲片が群れをなして、斑状や帯状の形をつくり、白色で一部灰色の陰影をもつ雲のこと。斑雲（まだら雲）、羊雲（ひつじ雲）、叢雲（むら雲）とも言う。

## 名称
高度 2 - 7 km 程度（日本を含む中緯度地域の場合）にでき、雲を構成する粒は大抵水滴でときに氷の粒である。基本雲形（十種雲形）の一つで、中層雲に分類される。ラテン語学術名は altus から派生した接頭語 alto-（高い）と cumulus（積雲）を合成した altocumulus（アルトキュムラス）で、略号は Ac 。

## 形状と出現環境
巻積雲と形がよく似ている。まず基準として、一つ一つの雲の塊の天空上での見かけの大きさ（視角度）が1度から5度の間にあるものを高積雲とする。これより大きい塊は層積雲である。このほかに、巻積雲よりも厚みがあり太陽光をより遮るため、白色がより明瞭で多くの場合雲に灰色の影の部分ができること、巻積雲よりも低い高度にあることが違いに挙げられる。
無数の塊が生じるまだら雲は、巻積雲と同様に、上層に温度勾配の大きい面があるなどの要因で起こる、穏やかな細胞状対流（ベナール対流）の集団によって形作られる。
光冠、彩雲などの大気光学現象がみられることがある。主に過冷却水滴の雲粒でできているが、氷晶ができ始めるとそれが急速に成長して落下する。それが風に流されて尾を引くような形となった尾流雲が生じることがあり、たまに地上までぱらぱらと雨粒や雪が落ちてくる場合もある。
高積雲には4つの雲種がある。広がって空のほとんどを覆ったものを層状雲、上空の風が強い時現れるレンズのような塊型のものをレンズ雲、下から盛り上がった雲のてっぺんにあるものを塔状雲という。ひとつひとつ丸みのある房型のものを房状雲といい、互いに離れたものもあれば、くっつき融合しているものもある。
雲の厚さによって、太陽や月を透視できるくらいのものを半透明雲、完全に覆い隠してしまうくらい厚いものを不透明雲という。また雲片が集団になりひとつひとつの雲片に隙間が見えるものを隙間雲という。
帯状・ロール状の雲が放射状に並ぶものや房状雲の並びが放射状のものを放射状雲という。2層異なる高度にあって重なって見えるものは二重雲、上空の気流の影響で波紋やうねりのような模様が見えるものは波状雲という。房状雲のひとつひとつに丸い穴が開いたもの（蜂の巣状雲）もあって天気が回復する兆しである。また、稀に雲に大きな穴が開きしばしばその中心に尾流雲がくっついた穴あき雲がみられることがある。
積乱雲を伴った上昇気流が横に流れ出し、積乱雲とつながったような状態で高積雲ができることもある。
高積雲とともにその上層にも雲が広がっていく傾向のときは、低気圧が近づき天気が崩れる兆しである。一方、高積雲に隙間があり青空が見えるときは、本格的な雨の兆しではない。

## 派生する雲形
国際雲図帳2017年版の解説によると、高積雲に現れることがある種・変種・副変種は以下の通り。
- 雲種 - 層状雲、レンズ雲、塔状雲、房状雲、volutus[注 1]
- 雲変種 - 半透明雲、隙間雲、不透明雲、二重雲、波状雲、放射状雲、蜂の巣状雲
- 雲副変種（部分的に特徴のある雲） - 尾流雲、乳房雲、cavum[注 2]、fluctus[注 3]、asperitas[注 4]